# Stefano Pirazzi
Stefano Pirazzi (Alatri, Lazio, Itália, 11 de março de 1987) é um ciclista italiano, profissional desde 2010.

## Biografia
Como ciclista amador, Pirazzi conseguiu várias vitórias destacadas, como uma etapa no Giro delle Regioni de 2007, duas etapas da Volta a Lleida desse mesmo ano, e a Gara Milionaria Montappone em 2008. Neste ano também terminou 3.º no Campeonato da Itália de Ciclismo em Estrada sub-23.
Em 2010 deu o salto ao ciclismo profissional da mão da equipa profissional continental italo-irlandês Colnago-CSF Inox. Neste ano estreia no Giro d'Italia, que conseguiu finalizar em 120.ª posição.
Em 2011 conseguiu ganhar as classificações da montanha no Giro de Reggio Calabria e a de melhor jovem no Giro do Trentino. Ademais terminou terceiro na geral da Settimana Coppi e Bartali. Em seu segundo ano como profissional correu seu segundo Giro d'Italia, finalizando em 61.ª posição.
Em 2012 levou a cabo uma destacada atuação no Giro d'Italia, no que ficou 2.º da classificação da montanha, 9.º da classificação dos jovens e 46.º da geral.
Em 2013 ganhou a classificação da montanha do Giro graças às suas numerosas fugas. Em 2014 ganhou a sua primeira etapa como profissional após culminar uma escapada do Giro que chegou com mais de 10 minutos de vantagem sobre o pelotão.
Em 4 de maio de 2017 informou-se que tinha dado positivo por hormona de crescimento num controle realizado fora de competição. O ciclista, que estava selecionado para disputar o Giro d'Italia, foi expulso e não pôde participar na corrida. Foi sancionado durante quatro anos e, uma vez passado o período de inabilitação, regressou ao ciclismo profissional com o Amore & Vita-Prodir.

## Palmarés
- 2013
- Classificação da montanha do Giro d'Italia 
  - 2.º no Campeonato da Itália Contrarrelógio

- 2014
  - 1 etapa do Giro d'Italia

- 2016
  - 1 etapa da Settimana Coppi e Bartali

## Resultados em Grandes Voltas
| Corrida | Corrida         | 2010  | 2011 | 2012 | 2013 | 2014 | 2015 | 2016 | 2017 | ... | 2021 |
| ------- | --------------- | ----- | ---- | ---- | ---- | ---- | ---- | ---- | ---- | --- | ---- |
|         | Giro d'Italia   | 120.º | 61.º | 46.º | 44.º | 85.º | 22.º | 18.º | —    | —   | —    |
|         | Tour de France  | —     | —    | —    | —    | —    | —    | —    | —    | —   | —    |
|         | Volta a Espanha | —     | —    | —    | —    | —    | —    | —    | —    | —   | —    |

—: não participa

Ab.: Abandona

## Equipas
- - Colnago/Bardiani-CSF Inox/Bardiani CSF (2010-2017)
  - Colnago-CSF Inox (2010-2012)
  - Bardiani Valvole-CSF Inox (2013)
  - Bardiani CSF (2014-2017)
  - Amore & Vita-Prodir (2021)[5]